# Wallace Fard Muhammad
Wallace Fard Muhammad (26 febbraio 1877 – ...) è stato un predicatore e religioso statunitense.
Fu il fondatore della "setta islamica militante" denominata Nation of Islam, organizzazione afroamericana statunitense fondata su di una originale interpretazione delle leggi dell'Islam.

## Biografia

### I dubbi sulla biografia di W.F. Muhammad
Poche certezze si hanno sulla sua biografia, a partire dalle esatte indicazioni riguardo al luogo e alla data di nascita, stabilite dal Federal Bureau of Investigation su fonti presumibili. La Nation of Islam celebra ufficialmente il giorno 26 febbraio, ma ritengono che sia nato nel 1877. Molti storici lo identificano con la persona di Wallace Dodd Ford, un ristoratore e leader della setta religiosa Moorish Science Temple of America, mentre un cronista della stessa Nation of Islam ha espressamente dichiarato che il fondatore della setta islamica fosse il figlio di Zared Fard, un neozelandese che lavorava per la Compagnia delle Indie Orientali, e di sua moglie, Beatrice, donna appartenente all'etnia britannica neozelandese. Tuttavia, recenti ricerche sulla famiglia, hanno dimostrato che gli archivi del Ministero degli Interni della Nuova Zelanda non presentano documenti che attestino la nascita di Wallace Fard Muhammad, né la nascita o la morte dei genitori.
Lo stesso cronista afferma che Fard, usando il nome di Fred Dodd, sposò Pearl Allen il 9 maggio 1914, nella contea di Multnomah in Oregon, generando un figlio l'anno successivo. Fard abbandonò la famiglia nel 1916 e si trasferì a Los Angeles usando il falso nome di Wallie Dodd Fard. Una nota risalente al 1917, in un documento di registrazione della prima guerra mondiale attesta che un certo Wallace Dodd Fard vivesse a Los Angeles, in California, celibe, guadagnandosi da vivere come proprietario di un ristorante, e, cosa ancor più difficile per stabilire un'esattezza nella sua biografia, che fosse nato il 26 febbraio 1893, in Afghanistan, presso Shinka. Fu descritto come un uomo di media statura, con occhi scuri e capelli marroni.
Nel 1920 viveva quasi certamente ancora a Los Angeles, come Wallie Dodd Ford, di 26 anni, con la moglie Hazel, di 25. Il Censimento degli Stati Uniti d'America del periodo lo riconoscono di razza bianca, proprietario di un ristorante e lo confermano nato in Nuova Zelanda. Nel censimento non fornì i dati sul luogo di nascita dei suoi genitori né la data di arrivo negli Stati Uniti d'America. Il 5 giugno 1924 un certo Wallie Dodd Ford appariva come sposato con Carmen Frevino (o Trevino), nella contea di Orange in California. Ford si registrò come un cuoco, nato nell'Oregon, residente a Los Angeles, dicendosi di razza "spagnola". I nomi dei suoi genitori compaiono come Zaradodd Ford di Madrid, Spagna, e Babbije, nome della madre. Nel 1926 fu arrestato ed imprigionato per aver tentato di vendere delle droga ad un agente di polizia sotto copertura, scontando tre anni di carcere a San Quintino. Fu rilasciato dopo aver scontato la pena, nel 1929, e scomparve dai registri del censo fino a quando "Wallace Ford" fu arrestato nel 1932. Fu riconosciuto come Wallace Dodd Ford sulle basi di fotografie e impronte digitali.

### L'adesione al Moorish Science Temple di Chicago e il trasferimento a Detroit
Secondo molti autori, nella primavera del 1929, l'uomo aderì al Moorish Science Temple of America, dove prese il nome di David Ford-el. Il fondatore del MST, il nobile Drew Ali, necessitava all'epoca di qualcuno che supervisionasse l'organizzazione del tempio mentre lui era indagato per l'omicidio dello sceicco Claude Green e Ford-el fu incaricato di occuparsi delle finanze a Chicago. Poco meno di un mese dopo Drew Ali fu ritrovato morto a casa sua, il 20 luglio 1929. Ford-el si dichiarò allora il legittimo incaricato a prendere il suo posto ai vertici della setta religiosa e si proclamò la reincarnazione di Drew Ali. Dopo numerosi scontri sulla successione, poiché non tutti lo riconoscevano quale degno successore, anche a causa della sua breve permanenza nel gruppo, Ford-el se ne andò lasciando Chicago per Detroit, probabilmente temendo per la sua stessa vita. Poco prima dichiarò che la crisi della Borsa di Wall Street del 1929 era una prova che sanciva il fatto che fosse la reincarnazione del nobile Drew Ali.

### Fondazione della Nation of Islam
Nel luglio del 1930 Wallace Fard arrivò a Detroit, dove vendette cappotti, seta e gingilli sotto ben tre nomi diversi: Wali Fard, Wallace D. Fard e Wallace D. Fard Muhammad, avendo modo di conoscere la gente della comunità nera locale, raccontando loro che quei prodotti di seta che vendeva erano simili a quelli indossati nella loro terra ancestrale. Quando i suoi acquirenti chiedevano informazioni sulla sua vita nella terra natia, Fard era solito rispondere mischiando teosofia, tradizionalismo islamico ed idee corrispondenti a quelle del Moorish Science Temple of America. Quando cominciò ad un avere un certo seguito, dichiarò che proveniva dalla Mecca e che presto si sarebbe mostrato nelle sue "vesti regali". Organizzò un movimento islamico chiamato Allah Temple of Islam, fondando l'Università dell'Islam, che non era propriamente un'università quanto una scuola di insegnamenti islamici per studenti neri, dando dei voti da zero a venti. Fondò inoltre un gruppo di guardie del corpo che chiamò Fruit of Islam.
Nonostante queste attività il nome di Fard divenne di maggiore dominio pubblico quando uno scandalo colse il seguito che si era creato. Un omicidio rituale, nel novembre del 1932, compiuto da un suo seguace, tale Robert Karriem, che aveva successivamente detto di aver compiuto tale atto per "sentirsi più vicino ad Allah", sconvolse momentaneamente la formazione islamica. Karriem citò un passo del libretto di Fard, Secret Rituals of the Lost-Found Nation of Islam: "Il non credente deve essere accoltellato fino al cuore". Questa citazione, assieme ad una dichiarazione dello stesso che affermava che "ogni figlio dell'Islam deve guadagnare una vittoria dal demonio. Quattro vittorie ed il figlio otterrà il suo premio", fecero sì che Wallace Fard fosse connesso all'omicidio. Nonostante non fosse stato accusato di alcun reato, gli fu suggerito di lasciare la città all'inizio del 1933 e di non fare ritorno. Fard acconsentì ma ritornò segretamente l'anno successivo. Fu arrestato e gli fu chiesto di andarsene, per l'ennesima volta, per sempre.
Uno dei primi discepoli legati a Wallace Fard fu Elijah Poole, che cambiò successivamente il suo nome in Elijah Muhammad. Questi cominciò a predicare che Wallace Fard fosse stato il Mahdi e che lo stesso Allah parlava attraverso lui, dicendo che Allah era apparso al mondo grazie a lui ed aveva fatto sentire la sua voce. Insegnò che il vero Dio islamico parlò per mezzo della bocca di Fard ed operò in lui, come, ancora oggi, credono i membri dell'organizzazione. Poco prima di scomparire Fard lasciò la guida della setta islamica militante proprio al suo primo discepolo, che ne prese il comando.

### La scomparsa
Nel giugno del 1934 Fard lasciò Detroit per Chicago e scomparve senza lasciare traccia. Qualcuno suggerì che fosse stato ucciso segretamente dalla polizia statunitense, mentre altri asserirono che fece ritorno alla Mecca per preparare un suo eventuale ritorno, come affermò la stessa Nation of Islam. Oggi la Nation of Islam insegna che Wallace Fard Muhammad si imbarcò sulla "Mother Plane", ovverosia un UFO la cui descrizione è presente nel libro di Ezechiele, nella Bibbia ebraica, e che sia ancora vivente.
Ci sono delle prove che Fard sia vissuto almeno sino agli anni sessanta; la sua presunta amante disse che fece ritorno in Nuova Zelanda. L'FBI mantenne sempre un file aperto su di lui, fino alla fine degli anni '60.
Nel 1981 il pachistano Zafar Ishaq Ansari si occupò di svolgere alcune ricerche sulla figura di Fard e sostenne che l'uomo in questione era identificabile con Muhammad Abdullah, un Ahmadiyya pachistano musulmano. Fu un consigliere di Elijah Muhammad fino alla fine degli anni '50 e fu tutore del figlio e successore, Warith Deen Muhammad. Dopo la morte di Elijah Muhammad, Warith lo nominò imam della Moschea di Oakland, in California. Presto arrivò la negazione da parte del diretto interessato, Muhammad Abdullah, che dichiarò di non essere lo stesso uomo a seguito della pubblicazione di una fotografia nel giornale Bilalian News, organo ufficiale della Nation of Islam, il 26 novembre 1976.